# Neolygrus trifasciatus
Neolygrus trifasciatus är en skalbaggsart som först beskrevs av Waterhouse 1898.  Neolygrus trifasciatus ingår i släktet Neolygrus och familjen långhorningar. Inga underarter finns listade i Catalogue of Life.